# Eriospermum paludosum
Eriospermum paludosum är en sparrisväxtart som beskrevs av John Gilbert Baker. Eriospermum paludosum ingår i släktet Eriospermum och familjen sparrisväxter.
Artens utbredningsområde är Angola. Inga underarter finns listade i Catalogue of Life.